# Школа Иегуди Менухина
Школа Иегуди Менухина (англ. Yehudi Menuhin School) — специализированное музыкальное учебное заведение в графстве Суррей, Англия. Основано в 1963 году известным скрипачом и дирижёром Иегуди Менухиным, первым руководителем школы стал концертмейстер Менухина Марсель Газель.
Среди преподавателей Школы — Наталья Боярская (с 1991).
В Школе обучаются около шестидесяти учеников в возрасте от 8 до 18 лет. Условием приёма является владение на высоком уровне по крайней мере одним музыкальным инструментом (струнным или фортепиано). Упор в обучении делается на развитие музыкальных навыков и талантов, но академические дисциплины также преподаются.

## Известные ученики Школы
- Никола Бенедетти
- Алина Ибрагимова
- Алексей Игудесман
- Найджел Кеннеди
- Тасмин Литтл
- Димитри Муррат
- Акико Оно
- Аиша Сайед Кастро
- Александр Ситковецкий
- Валерий Соколов
- Кэтрин Стотт
- Мариус Стравинский
- Хлоя Хэнслип